# Kim Hyun-joo
Kim Hyun-joo (24 de abril de 1977) es una actriz surcoreana.

## Carrera
Es miembro de la agencia "YNK Entertainment".
Comenzó a modelar en revistas para adolescentes cuando estaba en tercer año de la escuela secundaria. 
Debutó en 1996 al protagonizar el vídeo musical de Kim Hyun-chul "One's Lifetime."
Es conocida por ser la protagonista de los dramas  Glass Slippers (2002), Miss Kim's Million Dollar Quest (2004), The Land (2004), Twinkle Twinkle (2011), What's With This Family (2014), I Have a Lover (2015) y Fantastic (2016)
El 6 de julio del 2019 se unió al elenco principal de la serie Watcher donde dio vida a Han Tae-joo, una exfiscal que se convierte en abogada y se une a un equipo de investigación para encontrar a los culpables de un crimen, luego de que un caso casi le costará la vida, hasta el final de la serie el 25 de agosto del mismo año.
En abril del 2021 se unió al elenco principal de la serie Undercover donde interpreta a Choi Yeon-soo de adulta, una abogada de derechos humanos que se convierte en la primera jefa de la Unidad Superior de Investigaciones de Corrupción de Servidores Civiles para luchar por la justicia, hasta ahora. Mientras que la actriz Han Sun-hwa interpreta a Yeon-soo de joven.
Ese mismo año se unió al elenco de la nueva serie de Netflix Hellbound, donde da vida a Min Hye-jin, una calculadora abogada que lucha contra los crímenes cometidos por el misterioso y siniestro culto de Jung Jin-soo (Yoo Ah-in).
En 2022 coprotagonizó la película de ciencia ficción de Netflix Jung_E, dirigida por Yeon Sang-ho, el mismo director que había tenido en Hellbound, y con el mismo compañero de reparto Ryu Kyung-soo.

## Filmografía

### Series de televisión
| Año     | Título                                         | Papel                     | Canal   | Notas            | Ref.   |
| ------- | ---------------------------------------------- | ------------------------- | ------- | ---------------- | ------ |
| 1997    | The Reason I Love                              | Chun Shim                 |         |                  |        |
| 1997    | One of a Pair                                  | Jung Hee-ryung            |         |                  |        |
| 1997    | Ready Go!                                      | Na Min-jung               |         |                  |        |
| 1998    | Three Guys and Three Girls                     | Kim Hyun-joo              |         |                  |        |
| 1998    | I Love You! I Love You!                        | Lee Joo-hee               |         |                  |        |
| 1998    | I Don't Know Anything But Love                 | Baek Young-gu             |         |                  |        |
| 1998    | MBC Best Theater "Jeondeungsa"                 | Hyo Im                    |         |                  |        |
| 1999    | Springtime                                     | Cha Won-young             |         |                  |        |
| 1999    | Into the Sunlight                              | Lee Yun-hee               |         |                  |        |
| 2000    | Love Story "Insomnia, Manual and Orange Juice" | Seo-young                 | SBS     |                  |        |
| 2000    | Virtue                                         | Jung Kwi-duk              | SBS     |                  |        |
| 2000    | Medical Center                                 | Soo Kyung                 | SBS     | Invitada, ep. 29 |        |
| 2001    | Her House                                      | Park Young-chae           | MBC     |                  |        |
| 2001    | Sangdo                                         | Park Da-nyung             | MBC     |                  |        |
| 2002    | Glass Slippers                                 | Kim Yoon-hee/Lee Sun-woo  | SBS     |                  |        |
| 2004    | Miss Kim's Million Dollar Quest                | Kim Eun-jae               | SBS     |                  |        |
| 2004    | The Land                                       | Choi Seo-hee              | SBS     |                  |        |
| 2005    | Marrying a Millionaire                         | Han Eun-young             | SBS     |                  |        |
| 2007    | In-soon Is Pretty                              | Park In-soon              | KBS2    |                  |        |
| 2009    | Boys Over Flowers                              | Gu Jun-hee                | KBS2    |                  |        |
| 2009    | Partner                                        | Kang Eun-ho               | KBS2    | Cameo            |        |
| 2011    | Twinkle Twinkle                                | Han/Hwang Jung-won        | MBC     |                  |        |
| 2012    | Dummy Mommy                                    | Kim Young-joo             | SBS     |                  |        |
| 2013    | Blooded Palace: The War of Flowers             | Yamjeon/Lady Jo           | jTBC    |                  |        |
| 2014    | Can We Fall in Love, Again?                    | Ella misma                | jTBC    | Cameo, ep 13-14  |        |
| 2014    | What's With This Family                        | Cha Kang-shim             | KBS2    |                  |        |
| 2015    | I Have a Lover                                 | Do Hae-kang/Dokgo Yong-gi | SBS     |                  |        |
| 2016    | Fantastic                                      | Lee So Hye                | jTBC    |                  |        |
| 2018    | Miracle That We Met                            | Sun Hye-jin               | KBS2    |                  |        |
| 2019    | Watcher                                        | Han Tae-joo               | OCN     |                  | [ 8 ]  |
| 2021    | Under Cover                                    | Choi Yeon-soo (de adulta) | jTBC    |                  |        |
| 2021    | Hellbound                                      | Min Hye-jin               | Netflix |                  |        |
| 2022    | Love All Play                                  | Yook Jung-hwan            | KBS     | Cameo, ep. 1     | [ 9 ]  |
| 2022-23 | El tranvía                                     | Kim Hye-joo               | SBS     | Protagonista     | [ 10 ] |

### Películas
| Año  | Título                   | Ref.          |
| ---- | ------------------------ | ------------- |
| 1998 | If It Snows on Christmas |               |
| 1999 | Calla                    |               |
| 2003 | Star Runner              |               |
| 2004 | Shinsukki Blues          |               |
| 2008 | Talk                     |               |
| 2011 | Q&A                      |               |
| 2022 | Jung_E                   | [ 11 ] [ 12 ] |